# Jefferson de Souza Leite
Jefferson de Souza (Sao Paulo, Brasil, 7 de enero de 1989) es un futbolista brasileño. Juega de delantero.

## Clubes
| Club             | País        | Año         |
| ---------------- | ----------- | ----------- |
| Santos           | Brasil      | 2008        |
| FK Dnepr Mogilev | Bielorrusia | 2008 - 2009 |
| FK Dinamo Minsk  | Bielorrusia | 2010        |
| FK Dnepr Mogilev | Bielorrusia | 2010 - 2011 |
| Sport Huancayo   | Perú        | 2011 - 2012 |
| Willy Serrato    | Perú        | 2017        |

- Datos: Q5929073